# Phép hợp

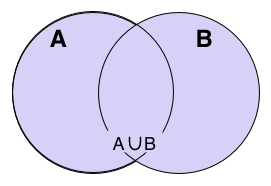
Hợp của A và B

Cho A và B là các tập hợp, khi đó hợp (cũng được gọi là hội hay union) của A và B là tập gồm tất cả các phần tử A và các phần tử của B, và không chứa phần tử nào khác. Hợp của A và B được viết là "A ∪ B". Hợp là khi chúng ta gộp 2 tập hợp lại với nhau.

## Hợp của hai tập hợp
Hợp của hai tập hợp A và B là tập các phần tử vừa thuộc A, vừa thuộc B, hoặc thuộc cả hai A và B.  Sử dụng ký pháp xây dựng tập hợp,
{\displaystyle A\cup B=\{x:x\in A{\text{  hoặc  }}x\in B\}}.
Lấy ví dụ, nếu A = {1, 2, 3, 4} và B = {1, 2, 4, 6, 7} thì A ∪ B = {1, 2, 3, 4, 6, 7}.  Một ví dụ bao gồm hai tập vô hạn là:
A = {x là số nguyên chẵn lớn hơn 1}
B = {x là số nguyên lẻ lớn hơn 1}
{\displaystyle A\cup B=\{2,3,4,5,6,\dots \}}
Một ví dụ nữa về tính chất là phần tử của: số 9 không nằm trong hợp của các số nguyên tố {2, 3, 5, 7, 11, ...} và tập các số chẵn {2, 4, 6, 8, 10, ...}, vì 9 không nguyên tố và cũng không chẵn.
Tập hợp không thể lặp lại phần tử, nên hợp của hai tập {1, 2, 3} và {2, 3, 4} là {1, 2, 3, 4}.

## Tính chất đại số
Phép hợp hai tập hợp là phép toán hai ngôi có tính kết hợp; nghĩa là, cho bất kỳ tập {\displaystyle A,B,{\text{ và }}C,}
{\displaystyle A\cup (B\cup C)=(A\cup B)\cup C.}
Do vậy, có thể bỏ dấu ngoặc đi mà không làm mất giá trị: cả hai cách viết ở trên đều có thể viết thành {\displaystyle A\cup B\cup C.} Ngoài ra phép hợp còn có giao hoán,do đó có thể đổi chỗ các tập hợp trong biểu thức .
Tập rỗng là phần tử trung hòa cho phép hợp. Tức là, {\displaystyle A\cup \varnothing =A,} với mọi tập {\displaystyle A.} Bên cạnh đó phép hợp còn có tính lũy đẳng: {\displaystyle A\cup A=A.}  Tất cả tính chất này đều tương tự với phép tuyển.
Phép giao phân phối trên phép hợp
{\displaystyle A\cap (B\cup C)=(A\cap B)\cup (A\cap C)} 
và ngược lại, phép hợp phân phối trên phép giao
{\displaystyle A\cup (B\cap C)=(A\cup B)\cap (A\cup C).}
Tập lũy thừa của tập hợp {\displaystyle U,} cùng với phép hợp, phép giao, và phép bù là đại số Boole.  Trong đại số Boole này, phép hợp có thể biểu diễn bằng phép giao và bù bằng công thức
{\displaystyle A\cup B=\left(A^{\text{c}}\cap B^{\text{c}}\right)^{\text{c}},}
trong đó chữ {\displaystyle {}^{\text{c}}} viết trên ký hiệu phần bù trong tập phổ dụng {\displaystyle U.}

## Hợp hữu hạn các tập hợp
Mở rộng hơn, ta có thể xét hợp của nhiều tập hợp cùng một lúc.Ví dụ chẳng hạn: hợp của ba tập A, B, và C chứa tất cả các phần tử thuộc A, và tất cả thuộc B, và tất cả thuộc C, và không gì khác nữa. Do vậy, x là phần tử thuộc A ∪ B ∪ C khi và chỉ khi x thuộc ít nhất một trong ba tập A, B, và C.
Hợp hữu hạn là hợp của hữu hạn số các tập hợp; song điều này không có nghĩa phép hợp chỉ áp dụng với hữu hạn số các tập hợp hay phép hợp chỉ áp dụng với tập hữu hạn.

## Hợp của một họ tập hợp
Cách viết tổng quát nhất là hợp của một họ tùy ý các tập hợp, đôi khi được gọi là họ vô hạn. Nếu M là tập hợp hay lớp mà các phần tử là các tập hợp thì x là phần tử thuộc hợp của M khi và chỉ khi tồn tại ít nhất một phần tử A thuộc M sao cho x là phần tử của A. Dưới ký hiệu:
{\displaystyle x\in \bigcup \mathbf {M} \iff \exists A\in \mathbf {M} ,\ x\in A.}
Cách viết này tổng quát hóa cho ví dụ trước, A ∪ B ∪ C là hợp của họ {A, B, C}. Ngoài ra, nếu họ M rỗng, thì hợp của M cũng rỗng.

### Ký hiệu
Ký hiệu cho hợp của một họ có thể khác nhau. Đối với họ hữu hạn các tập {\displaystyle S_{1},S_{2},S_{3},\dots ,S_{n}}, ta có thể viết {\displaystyle S_{1}\cup S_{2}\cup S_{3}\cup \dots \cup S_{n}} hoặc {\displaystyle \bigcup _{i=1}^{n}S_{i}}.  Các cách ký hiệu khác bao gồm  {\displaystyle \bigcup \mathbf {M} }, {\displaystyle \bigcup _{A\in \mathbf {M} }A}, và {\displaystyle \bigcup _{i\in I}A_{i}}. Cách ký hiệu cuối {\displaystyle \left\{A_{i}:i\in I\right\}} được dùng khi I là tập chỉ số và {\displaystyle A_{i}} là tâp hợp với mọi {\displaystyle i\in I}. Trong trường hợp tập chỉ số I là tập các số tự nhiên, ta có thể dùng ký hiệu {\displaystyle \bigcup _{i=1}^{\infty }A_{i}}, tương tự với tổng vô hạn trong chuỗi.

## Mã hóa ký hiệu
Trong Unicode, phép hợp được biểu diễn bằng ký tự U+222A ∪ Union. Trong TeX, {\displaystyle \cup } được viết là  \cup còn {\displaystyle \bigcup } được viết từ \bigcup.